# Opodiphthera
Opodiphthera is een geslacht van vlinders van de familie nachtpauwogen (Saturniidae), uit de onderfamilie Saturniinae.

## Soorten
- O. astrophela Walker, 1855
- O. carnea (Sonthonnax, 1899)
- O. engaea Turner, 1922
- O. eucalypti Scott, 1864
- O. fervida Jordan, 1910
- O. helena (White, 1843)
- O. juriaansei van Eecke, 1933
- O. jurriaansei Van Eecke, 1933
- O. loranthi Lucas, 1891
- O. pristina Walker, 1865
- O. tenimberensis Niepelt, 1934